# Xenoligea montana
Xenoligea montana là một loài chim trong họ Parulidae.